# Josef Klus
Josef Klus byl československý fotbalista, obránce.

## Sportovní kariéra
V lize hrál za Slavii Praha (1934–1935) a SK Pardubice (1937–1944). V lize nastoupil v 102 utkáních. Ve Středoevropském poháru nastoupil v 5 utkáních. Mistr Československa 1935 se Slávií.